# Milenko Topić
Milenko Topić (cyr. Миленко Топић, ur. 6 marca 1969 w Pančevie) – serbski koszykarz występujący na pozycji silnego skrzydłowego, reprezentant Jugosławii, wicemistrz olimpijski, mistrz świata i Europy, po zakończeniu kariery zawodniczej trener koszykarski.

## Osiągnięcia
Na podstawie, o ile nie zaznaczono inaczej.

### Drużynowe
- Mistrz:
  - Ligi Adriatyckiej (2005)
  - Jugosławii (1998, 2000, 2001)
- Wicemistrz:
  - Jugosławii (1996)
  - Serbii i Czarnogóry (2005)
- 4. miejsce w Pucharze Mistrzów Europy FIBA (2003)
- Zdobywca pucharu:
  - Saporty (2002)
  - Jugosławii (2001)
- Finalista pucharu:
  - Koracia (1998)
  - Włoch (2002)
  - Puchar Serbii i Czarnogóry (2003, 2006)
- Uczestnik międzynarodowych rozgrywek: 
  - Euroligi (1998/1999, 1999/2000 – TOP 16)
  - Eurocup (2003/2004 – TOP 16, 2004–2006 – Final Four, 2006/2007 – TOP 16)
  - Ligi Adriatyckiej (2004/2005, 2005–2007 – Final Four)

### Indywidualne
- MVP:
  - ligi jugosłowiańskiej (1996, 1997)
  - finałów ligi jugosłowiańskiej (2000)
  - meczu gwiazd ligi jugosłowiańskiej (2000)
  - kolejki:
    - Euroligi (3 – 2000/2001)
    - Pucharu ULEB (14 – 2004/2005)
- Zaliczony do I składu ligi jugosłowiańskiej (1998, 1999)
- Uczestnik meczu gwiazd ligi jugosłowiańskiej (1998, 2000)
- Lider ligi adriatyckiej w przechwytach (2007)

### Reprezentacja
- Mistrz:
  - świata (1998)[4]
  - Europy (1997)[5]
- Wicemistrz olimpijski (1996)[6][7][8]
- Brązowy medalista mistrzostw Europy (1999)[9]

### Trenerskie
- Mistrzostwo Serbii (2018)